# Galium velenovskyi
Galium velenovskyi là một loài thực vật có hoa trong họ Thiến thảo. Loài này được Ancev mô tả khoa học đầu tiên năm 1975.